# Memória (Leiría)
Memória era una freguesia portuguesa situada en el municipio de Leiría.

## Historia
Fue suprimida el 28 de enero de 2013, en aplicación de una resolución de la Asamblea de la República portuguesa promulgada el 16 de enero de 2013 al unirse con la freguesia de Colmeias, formando la nueva freguesia de Colmeias e Memória.